# Bowenia
Bowenia Hook. è un genere di cicadi della famiglia delle Zamiaceae, native dell'Australia.

## Descrizione
Sono piante dioiche, di aspetto cespuglioso, con un tronco nudo sotterraneo: l'aspetto richiama quello delle felci piuttosto che delle palme.
Le foglie sono bipennate, lucide, con piccioli sottili e, a differenza di altre cicadi,  privi di spine.

## Tassonomia
Il genere Bowenia fu descritto nel 1863 da Joseph Dalton Hooker, che lo dedicò all'allora governatore del Queensland sir Geoge Ferguson Bowen.
Il genere include due specie viventi, Bowenia spectabilis e B. serrulata,  e due specie fossili, B. eocenica e B. papillosa

## Distribuzione e habitat
Le specie viventi sono entrambe native del Queensland (Australia), dove crescono nel sottobosco delle foreste pluviali tropicali.

La specie fossile B. eocenica è stata ritrovata in una miniera di carbone in Victoria, (Australia), mentre la  B. papillosa è stata trovata nel Nuovo Galles del Sud. Entrambi i fossili risalgono all'Eocene, e sono costituiti da frammenti di foglie.

## Coltivazione e propagazione
Sono molto sensibili al gelo, adatte alle zone tropicali e subtropicali.
Crescono ottimalmente in siti ombreggiati, su suoli con buon drenaggio.
Alle basse temperature, o in caso di acqua e nutrienti insufficienti, diventano dormienti.
Si propagano da seme o per divisione del fusto tuberoso